# 白桦派

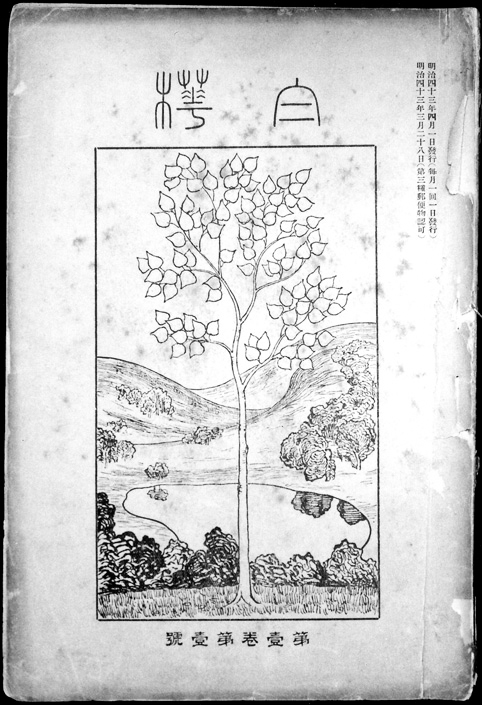
《白樺》雜誌創刊號封面

白桦派（日语：／ Shirakaba-ha */?）是日本现代文学中的重要流派之一，以创刊于1910年的文艺刊物《白樺》为中心之作家与美术家形成，一些作家曾就讀於學習院。该流派主张新理想主义为文艺思想的主流。作家主要有武者小路实笃、有岛武郎、有岛生马、志贺直哉、木下利玄、长与善郎、里見弴等人。受白桦派的影响而成长起来的知名人士有剧作家仓田百三、诗人千家元等。

## 作家群像

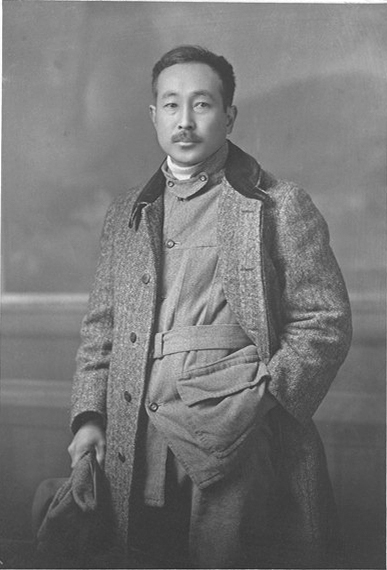
有岛武郎
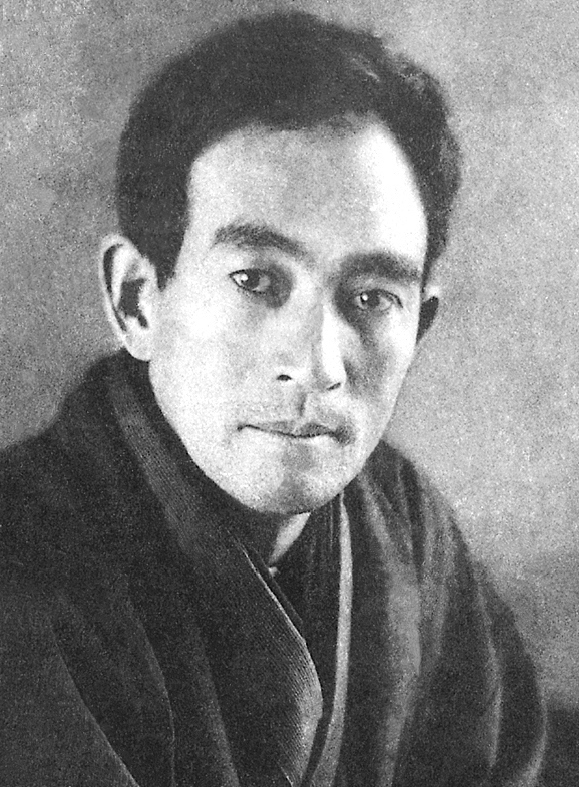
志贺直哉
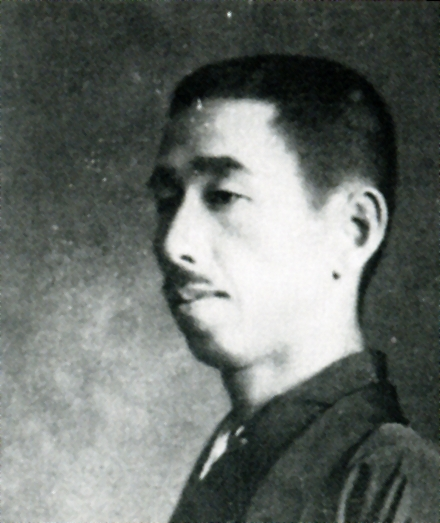
木下利玄
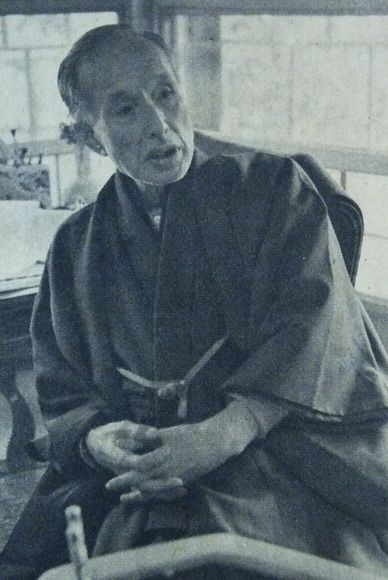
长与善郎
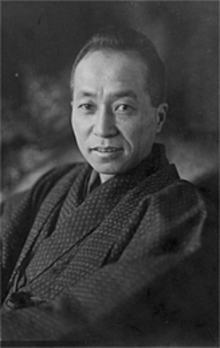
里見弴